# Annemie Wolff

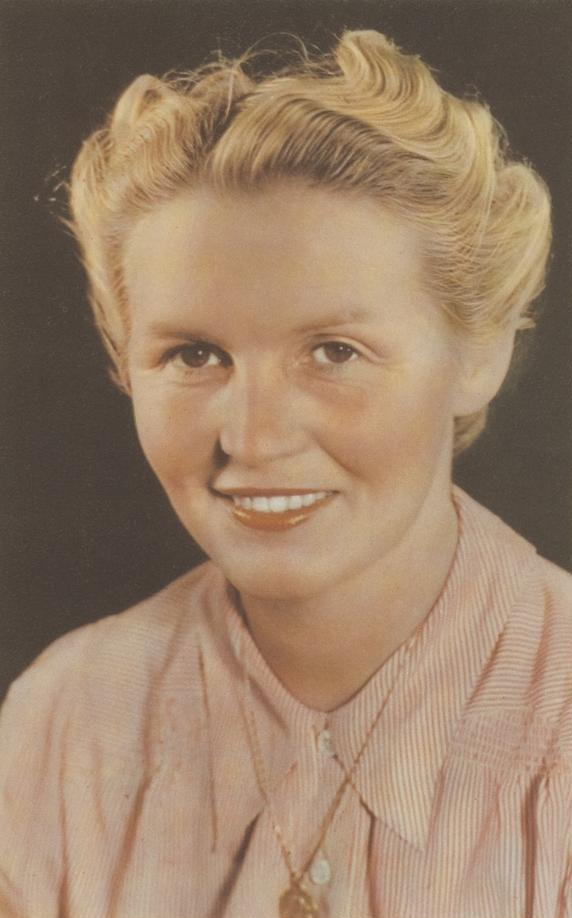
Annemie Wolff

Anna Maria Annemie Wolff (* 27. Dezember 1906 in Laufen an der Salzach; † 2. Februar 1994 in Amsterdam) war eine deutsch-niederländische Fotografin und Widerstandskämpferin gegen die deutsche Besatzung der Niederlande.

## Leben und Werk
Annemie Gundel wurde am 27. Dezember 1906 in Laufen an der Salzach als zweites Kind des Berufssoldaten Heinrich Koller (1881–1945) und der ledigen Katholikin Maria Apollonia Gundel (1885–1959) geboren. Ihr Vater Heinrich Koller erkannte Annemie und ihren Bruder Heinz fünf Wochen nach ihrer Geburt an. Die Eltern heirateten 1910, danach ließ sich die Familie in München nieder. Das Abitur erlangte sie in einem katholischen Mädcheninternat in der Nähe von Berchtesgaden. Danach absolvierte sie eine Ausbildung zur Fotografin bei einem Verlag in München und begann als Fotografin zu arbeiten. Sie heiratete am 7. Juni 1932 in München den zwölf Jahre älteren, jüdischen Architekten Helmuth Egon Wilhelm Wolff (1895–1940). Die Ehe blieb kinderlos.

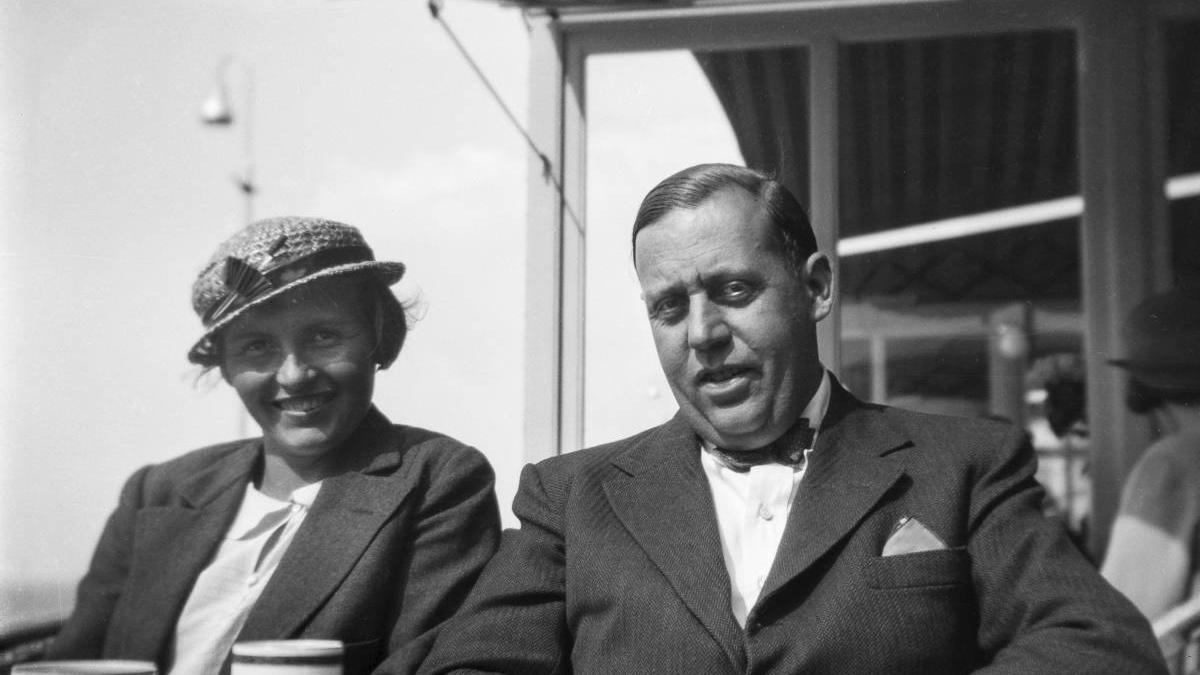
Annemie und Helmuth Wolff

Zu Beginn der Zeit des Nationalsozialismus flohen Annemie und Helmuth Wolff im Mai 1933 in die Niederlande. Helmuth Wolff durfte als Jude in Deutschland nicht mehr arbeiten und es war mit falscher Begründung ein Haftbefehl gegen ihn erlassen worden. Ihre erste Station in den Niederlanden war Laren, danach zogen sie im August 1933 nach Amsterdam. Helmuth Wolff lernte die Fotografie bei seiner Frau und sie eröffneten das Fotostudio Wolff. Nach einem weiteren Umzug in Amsterdam konnten sie eine Dunkelkammer im Dachgeschoss des Hauses einrichten. Für Zeitschriften aus dem In- und Ausland verfertigten sie Reportagen über die Niederlande, zudem Porträts für Privatpersonen und Werbefotografie für Unternehmen. Zu ihren Kunden gehörte unter anderem auch die Firma von Otto Frank, dem Vater von Anne Frank. Oft war die fotogene Annemie Wolff das Model und ihr Foto wurde für viele Cover benutzt.
Das Ehepaar Wolff war mit seiner Arbeit sehr erfolgreich. Helmuth Wolff lernte 1935 die Grafikerin Fré Cohen kennen. Durch sie bekamen sie viele Aufträge für die Stadtverwaltung im Bereich der Handelseinrichtungen. Dazu gehörten der Hafen von Amsterdam und auch der Flughafen Schiphol. Annemie Wolff arbeitete unter dem Pseudonym Marianne ab 1936 für den Kochteil der Frauenzeitschrift Libelle. Auch für die von Helmuth Wolff gegründete Monatszeitschrift Kleinbeeld-Foto, die zum Sprachrohr des Amateur- und Profi-Kleinbildfotografen wurde, war sie tätig. Ab August 1937 folgten Auslandsberichte. Sie besuchte die Weltausstellung in Paris, reiste durch Algerien und Marokko. Sie zeigte in ihren Reportagen die Landschaft, den Straßenhandel, aber vor allem die Bevölkerung. Im Mai 1938 wurde sie vom Rotterdamschen Lloyd beauftragt auf einer Schiffsreise nach Ägypten zu fotografieren. Mit ihren Werken nahm sie an der Ausstellung Kleinbeeld der Künstlervereinigung Arti et Amicitiae 1939 in Amsterdam teil.
Unmittelbar nach dem deutschen Einmarsch in die Niederlande versuchten sich Annemie und Helmuth Wolff in der Nacht vom 14. auf den 15. Mai 1940 zu töten. Sie nahmen Gift und drehten den Gashahn in der Küche auf. Am nächsten Morgen fand das Dienstmädchen die beiden und sie wurden in das jüdische Krankenhaus gebracht. Helmuth überlebte dies nicht, Annemie konnte gerettet werden und nach einer Woche nach Hause zurückkehren. Als junge Witwe im Alter von 33 Jahren musste sie ihr Leben wieder in den Griff bekommen. Sie verlor Großkunden wie die Stadt Amsterdam, konnte weiterhin unter dem Namen A.M. Koller für die Libelle arbeiten. Zunehmend erhielt sie Nachrichten vom Tod von Familienmitgliedern ihres Mannes aus Deutschland, auch Angehörige, die in Amsterdam lebten, verschwanden. Annemie Wolff nahm Untergetauchte in ihr Haus auf und unterstützte mit ihren Fotografien den Widerstand. Ihre Arbeit für die Libelle stellte sie 1943 ein und richtete stattdessen in ihrem Wohnzimmer ein Fotostudio ein. Dort entstanden zwischen 1943 und 1945 über vierhundert Aufnahmen von Männern, Frauen und Kindern, die als Erinnerung an die Menschen entstanden, denen die Deportation in Lager drohte, aber auch für falsche Ausweise und als Beweismittel dienten einige ihrer Fotografien. Für die Akten von Hans Georg Calmeyer fertigte sie Fotos, die beweisen sollten, dass jemand kein „echter“ Jude wäre. Wolff manipulierte die Fotos unter anderem dadurch, dass sie Haare und Haut etwas heller machte. Calmeyer konnte dadurch mehr als 2800 Juden vor der Deportation bewahren.
Annemie Wolff führte über alle Aufnahmen akribische Aufzeichnungen in ihrem Rechnungsbuch. Dies war höchst gefährlich, für sie, aber auch für ihre Kunden. Der Fotohistoriker Simon B. Kool entdeckte die 100 Filmrollen und Notizen in den Rechnungsbüchern und durch die Notizen war es möglich, dass An Huitzing von der Wolff Stiftung und ihre Tochter Tamara Becker eine ganze Reihe der Porträtierten identifizieren konnten und gezielt in Archiven, auf Joods Monument und in anderen Quellen nach den Kundinnen und Kunden von Annemie Wolff suchen konnten. Zu den identifizierten Kundinnen von Annemie Wolff gehörte auch die Hämatologin Dorothea Zucker-Franklin.
Wolffs Arbeit als Porträtfotografin kam Ende 1944 zum Erliegen. Im letzten Kriegsjahr fotografierte sie noch für De Onderkende Camera, die Widerstandsorganisation, die die Besatzung dokumentierte. Es gibt auch Zeugenaussagen, nach denen Wolff Mitglied in weiteren Widerstandsorganisationen war, wie der Vrije Groepen Amsterdam. Nach dem Krieg sprach sie selbst nie wieder über diese Zeit und ihre Rolle im Widerstand.
Wolff fotografierte am 2. Mai 1945 den Abwurf von Lebensmittelpaketen auf dem Flughafen Schiphol. Nach der Befreiung arbeitete sie wieder für die Stadt Amsterdam. Sie fotografierte den zerstörten Hafen und wurde zur Chronistin des Wiederaufbaus des Hafens und des Flughafens. Mit hochwertigen Fotografien dokumentierte sie die Schifffahrt, den Handel und die Infrastruktur und auch den Wohlstand der Eastern Docklands. Für das Margriet-Kochbuch veröffentlichte sie 1953 unter dem Namen Marianne eine Kochkolumne. Niederländische Staatsbürgerin wurde Annemie Wolff 1950. Ihre Zusammenarbeit mit der Stadt Amsterdam endete 1963, nach 28 Jahren, nachdem es zu einem Konflikt über die Bezahlung von Fotos gekommen war. Sie erhielt eine Nachricht mit dem Text: „Wir möchten Ihre Farbbilder nicht mehr verwenden, wir haben uns selbst eine Kamera gekauft“. Annemie Wolff war darüber sehr wütend und sie verbreitete das Gerücht, sie hätte ihr gesamtes Negativarchiv zerstört. Nachdem sie 1971 in Pension gegangen war, stellte sie ihre fotografische Arbeit komplett ein. Sie schwieg über ihre Karriere und geriet in Vergessenheit.
Annemie Wolff starb am 2. Februar 1994 im Alter von 87 Jahren in ihrer Heimatstadt Amsterdam.

## Wiederentdeckung
Wolffs Werk wurde im Jahr 2002 wiederentdeckt. Die Enkelin einer Freundin von Annemie Wolff, Monica Kaltenschnee, besaß fünfzigtausend Negative und Hunderte von Abzügen in einem ausgezeichneten Zustand. Von ihren vielen hundert Fotos, die zwischen Januar 1943 und Oktober 1944 entstanden waren, sind die ersten hundert Filmrollen, bis Ende September 1943, erhalten geblieben. Eine erste Ausstellung der Fotos fand im Amsterdamer Schifffahrtsmuseum 2003 statt. Sie zeigte die Fotos vom Hafen.
Die Annemie und Helmuth Wolff Stiftung wurde 2011 gegründet. Mit ihr soll das Leben und Wirken des Paares erforscht werden. Grundlage der Forschung sind das Rechnungsbuch, von dem ausgehend durch Forschung in Archiven und Kontakten zu Angehörigen die Personen identifiziert wurden, die in der Zeit porträtiert wurden. Von den 440 porträtierten Personen konnten durch die Historikerin Tamara Becker und die  Anthropologin An Huitzing zwei Drittel identifiziert werden. Von denen waren 196 jüdischer Abstammung und 143 konnten den Krieg überleben. Viele Menschen konnten der Verfolgung durch die Nazis auch durch ihre Arbeit entkommen.
Eine weitere Ausstellung mit Wolffs Werken wurde 2017 im Nationaal Holocaust Museum in Amsterdam mit dem Gesamtwerk von Annemie und Helmuth Wolff gezeigt. Zudem wurden die Fotos in zwei Publikationen veröffentlicht.
Im Oktober und November 2023 fand im Lichthof der Baufakultäten der Hochschule München eine Ausstellung statt, die das architektonische Werk von Helmuth Wolff zum Thema hatte.